# Бойцов, Владимир Сергеевич
Влади́мир Серге́евич Бойцо́в (род. 13 сентября 1985, Чусовой, Пермская область) — российский спортсмен, член олимпийской сборной команды России по санному спорту на Олимпиаде в Турине на двухместных санях в паре с Дмитрием Хамкиным. Экипаж вылетел с трассы в первом же заезде.